# Champ de blé dans le Morvan
Champ de blé dans le Morvan est un tableau réalisé par le peintre français Jean-Baptiste Camille Corot durant l'été 1842. De format horizontal, cette huile sur toile est un paysage campagnard avec un champ de blé au premier plan, moissonné par deux paysans dans le Morvan, région d'origine de la famille de l'artiste.
Legs d'Alfred Bellet du Poisat en 1884, l'œuvre est conservée au musée des Beaux-Arts de Lyon, à Lyon.